# Храбусна (річка)
Храбусна — річка в Україні, у Путильському районі Чернівецької області, права притока Путилки (басейн Дунаю).

## Опис
Довжина річки приблизно 5 км. Формується з багатьох безіменних струмків.

## Розташування
Бере початок на південному сході від гори Сена. Тече переважно на південний захід понад селом Поляківське і в селищі Путила впадає у річку Путилку, праву притоку Черемошу.